# Zaliny

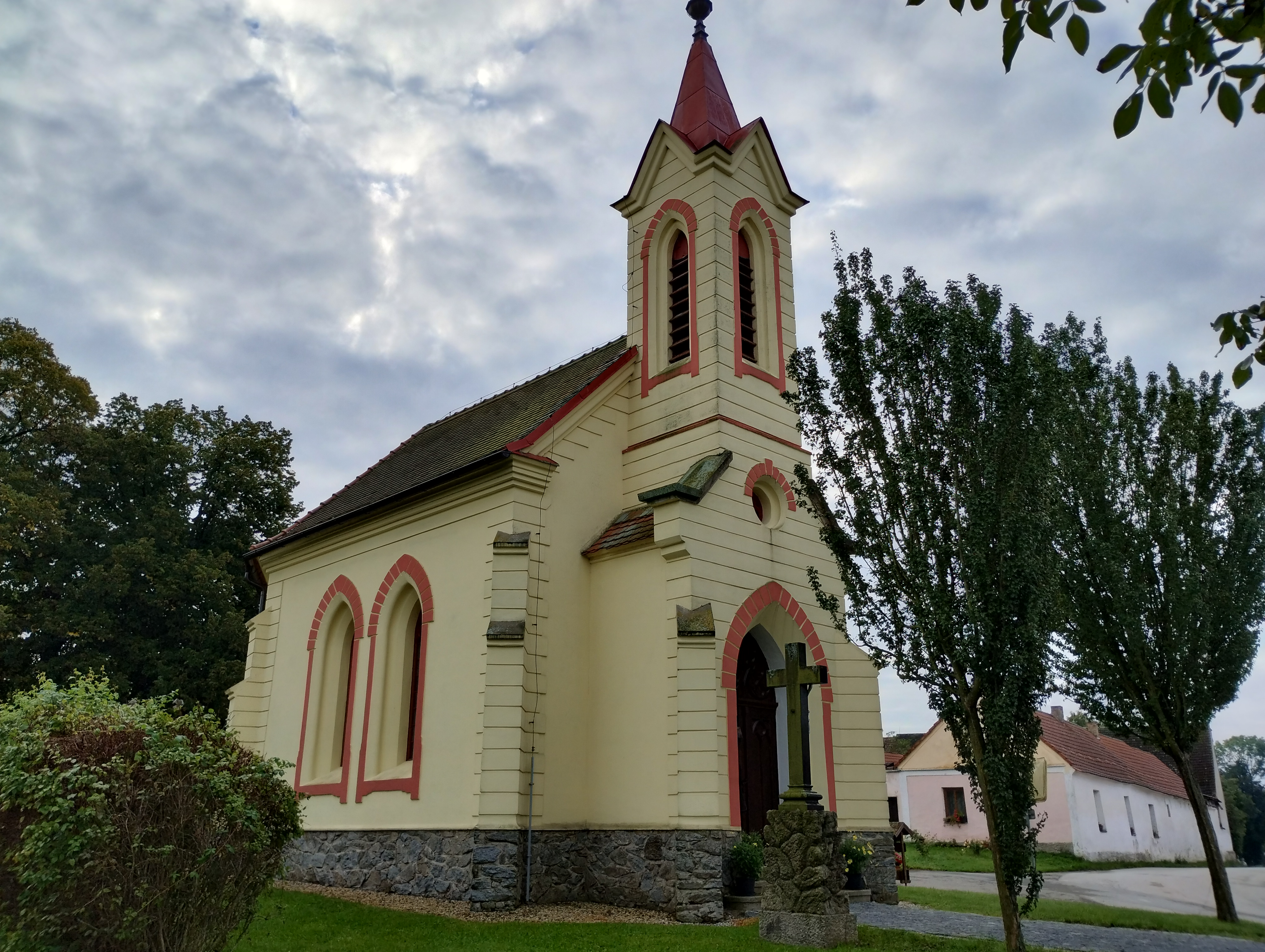
Kapelle des hl. Wenzel

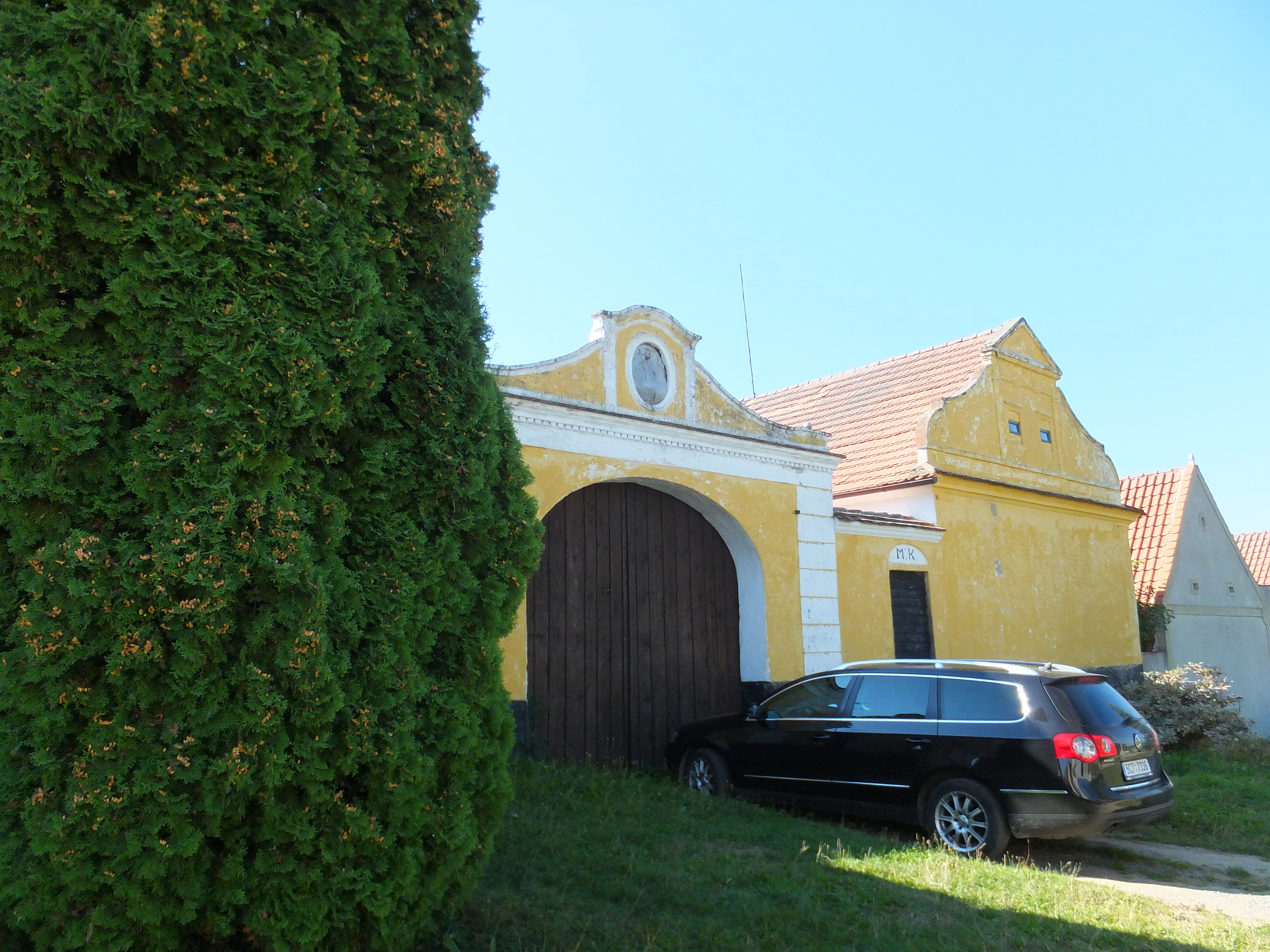
Gehöft Nr. 25

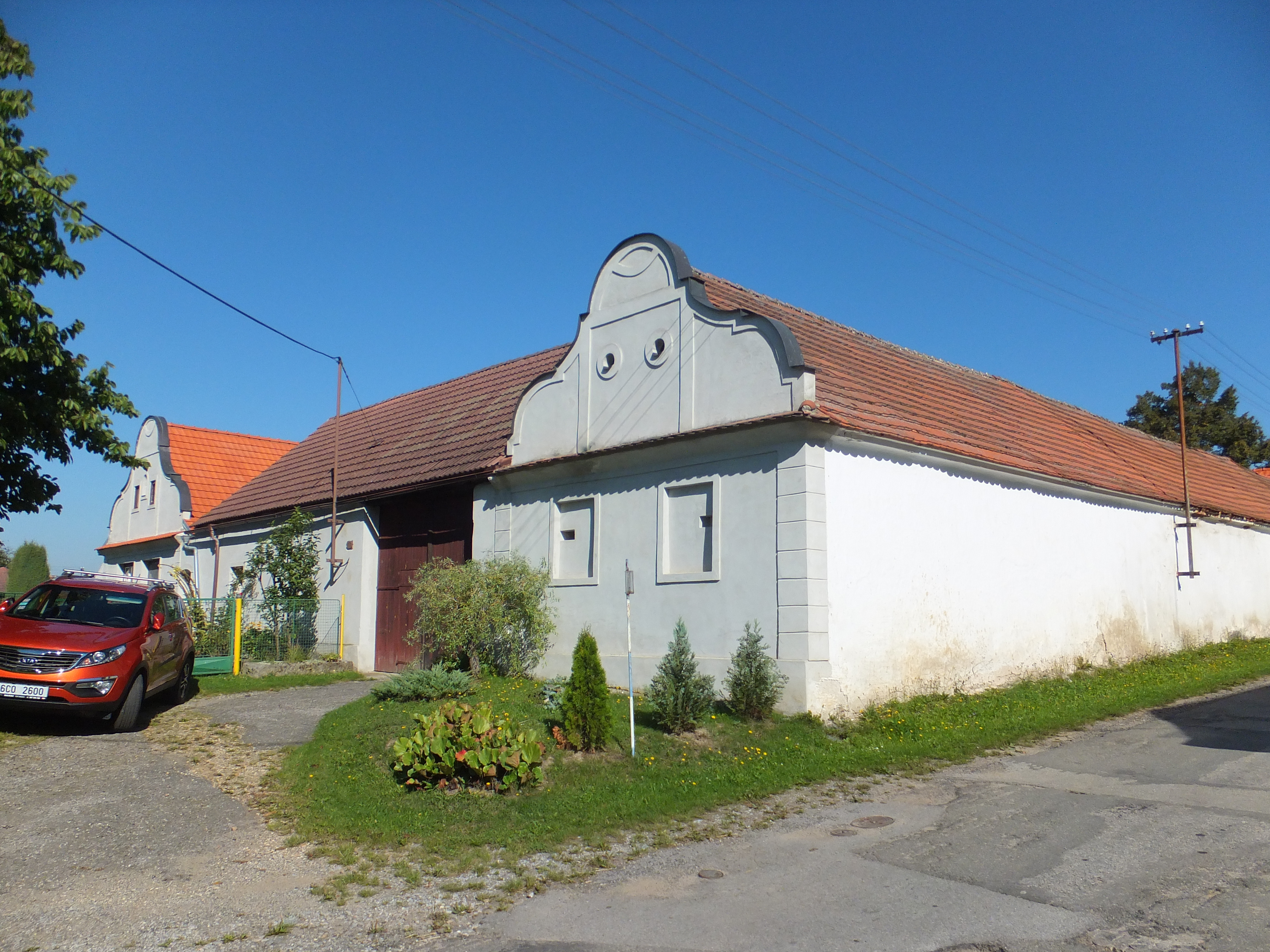
Gehöft Nr. 20

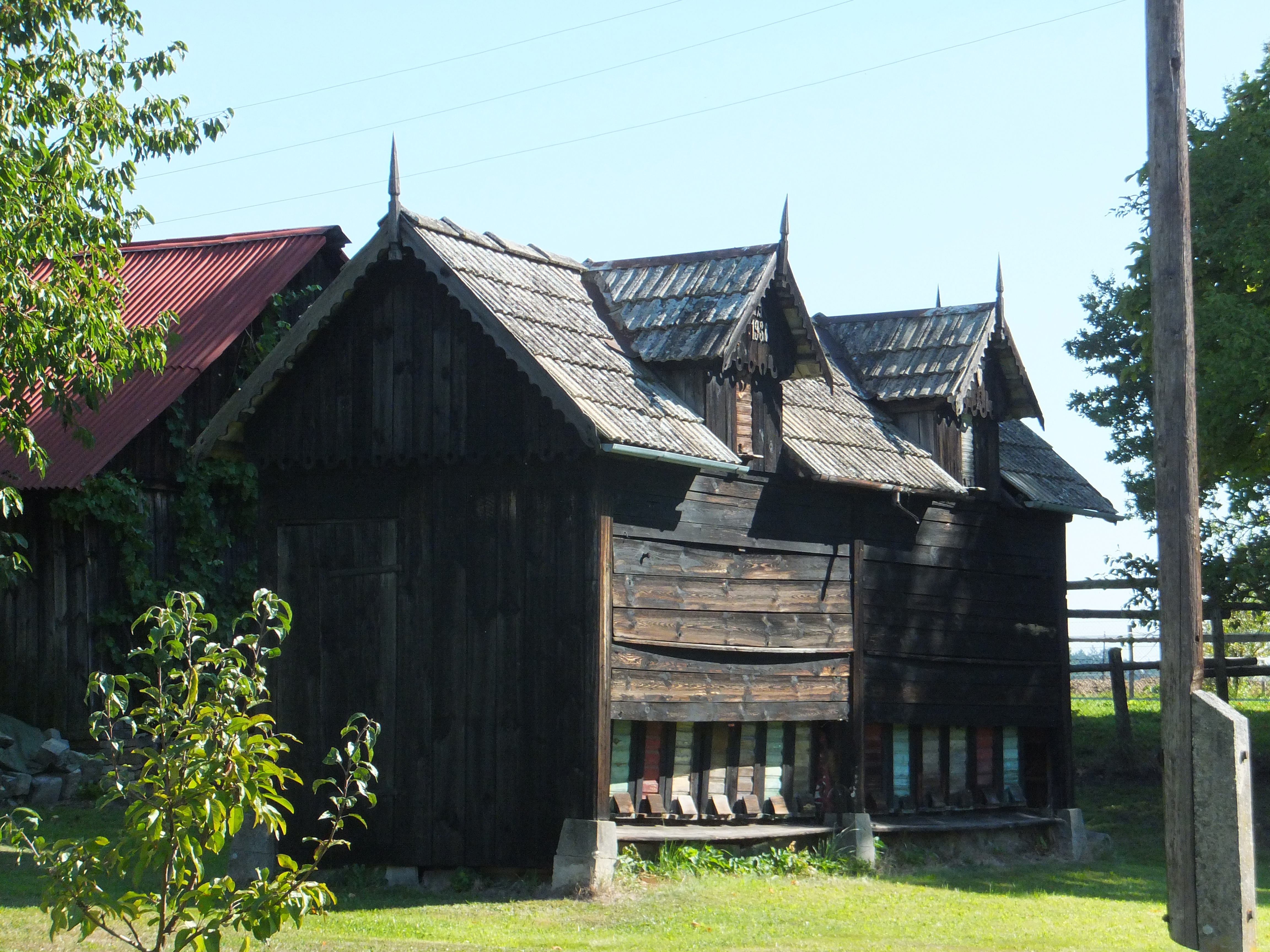
Bienenhaus beim Gehöft Nr. 21

Zaliny (deutsch Salin) ist ein Ortsteil der Minderstadt Ledenice (Ledenitz) in Tschechien. Er liegt drei Kilometer nordwestlich von Ledenice und gehört zum Okres České Budějovice.

## Geographie
Das Platzdorf Zaliny befindet sich linksseitig  über dem Tal des Baches Spolský potok auf der Lischauer Schwelle (Lišovský práh). Östlich erhebt sich der Úzký (536 m n.m.), im Südwesten der Hravby (553 m n.m.) und nordwestlich der U Kazu (549 m n.m.). Südlich des Dorfes liegt der Teich Punčocha, südwestlich der Pazdernický rybník und im Westen der Kališťský rybník.
Nachbarorte sind Dvůr Ortvínovice (Urtinowitz), Ovčín und Zvíkov (Zwikow) im Norden, Vlkovice (Wilkowitz) im Nordosten, Slavošovice (Slaboschowitz) und Mladošovice (Mladoschowitz) im Osten, Petrovice (Petrowitz) und Ledenice im Südosten, U Císaře und Ohrazeníčko (Deutsch Baumgarten) im Süden, Ohrazení (Böhmisch Baumgarten), U Votavů und Srubec (Strups) im Südwesten, Třebotovice (Trebotowitz) im Westen sowie Kaliště (Kalischt), Hlincová Hora (Pfaffendorf), Vyhlídky und Jednota im Nordwesten.

## Geschichte
Die erste urkundliche Erwähnung des Dorfes erfolgte 1367; Besitzer waren zu dieser Zeit die Herren von Landstein auf Ledenice. Witiko von Landstein († um 1380) überschrieb seiner Tochter Elisabeth von Lipnitz anlässlich ihrer Heirat mit Boresch von Osek und Riesenburg jährliche Einkünfte von 40 Schock Prager Groschen aus den Dörfern Štěpánov und Zaliny sowie dem Städtchen Ledenice als Mitgift. Als das Gut Ledenice zu Beginn des 15. Jahrhunderts dem Familienzweig der Herren von Rosenberg zufiel, gehörten Štěpánov und Zaliny sowie ein Teil von Ledenice zum Pfandbesitz der Herren von Osek und Riesenburg. Elisabeths Söhne, Johann Boresch und Wilhelm Boresch von Osek, verkauften am 15. März 1419 die geerbten Ansprüche für 400 Schock Prager Silbergroschen erblich an Johann Tožice von Vidov. Später wurde Zaliny dem Gut Zborow zugeschlagen. 1555 kaufte Georg Korzensky von Tereschau (Jiří Kořenský z Terešova) die Güter Zborov und Baumgarten; er schlug sie wenig später seiner Herrschaft Komařitz zu. Im Mai 1562 wurde das Dorf durch einen verheerenden Hagelsturm verwüstet. Beim Einfall des Passauer Kriegsvolks nach Böhmen wurde Zaliny geplündert, wobei ein Bauer ermordet und ein weiterer verletzt wurde. Nachdem die aufgebrachten Bewohner des Dorfes zwei der Söldner getötet hatten, kehrten die Passauischen am 23. April 1611 zurück und brannten das Dorf am 23. April 1611 nieder. Nach dem Ausbruch des Dreißigjährigen Krieges wurde die Gegend zum Schauplatz heftiger Kämpfe zwischen dem Ständeheer und den kaiserlichen Truppen unter General Charles de Bucquoy. Im Sommer 1619 verwüstete Bucquoy die nördlich von Zaliny gelegenen Dörfer Jivno, Lhotky, Vztuhy und Ortvínovice. Die niedergebrannten Dörfer Lhotky, Vztuhy und Ortvínovice wurden nie wieder aufgebaut; an der Stelle von Vztuhy entstand später die Einschicht Ovčín. Im Zuge der Erneuerung der während der Hussitenkriege erloschenen Pfarrei Ledenitz durch den neuen Prager Erzbischof Ernst Adalbert von Harrach wurde Zaliny 1623 als eines der neun nach Ledenitz eingepfarrten Dörfer aufgeführt. Nach dem 1623 erfolgten Verkauf der Herrschaft Komařitz an die Abtei Hohenfurth blieb das Gut Zborow weiter im Besitz der Korzensky von Tereschau. Die Feste und das Dorf wurden während des Dreißigjährigen Krieges stark beschädigt. Nachfolgender Besitzer des Gutes war Karls Sohn Georg Ulrich Korzensky von Tereschau, ihm folgten seine Söhne Georg Ladislaus und Karl Rudolph. Nach Georg Ladislaus´ Tod erbten seine Witwe Maria Magdalena sowie die minderjährigen Nachkommen seines Bruders das Gut. 1709 verkauften deren Vormünder das Gut Zborow und Baumgarten an Adam Franz Fürst zu Schwarzenberg, der es mit seiner Herrschaft Wittingau vereinigte. Im Jahre 1788 bestand Zallin bzw. Zahlin aus 26 Häusern, darunter zwei zum Gut Driesendorf (Stift Hohenfurth) gehörige.
Im Jahre 1840 bestand das im Budweiser Kreis gelegene und zum mit der Herrschaft Wittingau verbundenen Gut Zborow und Baumgarten bestehende Dorf Zallin, auch Zahlin bzw. Sallin genannt, aus 27 Häusern mit 212 tschechischsprachigen Einwohnern, von denen drei Häuser zur Stiftsherrschaft Hohenfurth gehörten. Pfarr- und Schulort war Ledenitz. Bis zur Mitte des 19. Jahrhunderts blieb Zallin größtenteils der Fideikommissherrschaft Wittingau untertänig.
Nach der Aufhebung der Patrimonialherrschaften bildete Zalině / Zalin ab 1850 einen Ortsteil der Gemeinde Zvíkov / Zwikow im Gerichtsbezirk Lischau. 1868 löste sich Zalině von Zvíkov los und bildete eine eigene Gemeinde, die im selben Jahre dem Bezirk Budweis zugeordnet wurde. Im Jahre 1869 bestand Zalině aus 28 Häusern und hatte 193 Einwohner. Im Jahre 1900 hatte Zalině 157 Einwohner, 1910 waren es 177.
Nach dem Ersten Weltkrieg zerfiel der Vielvölkerstaat Österreich-Ungarn, Zalině wurde 1918 Teil der neu gebildeten Tschechoslowakischen Republik. Beim Zensus von 1921 lebten in den 29 Häusern des Dorfes 177 Tschechen. 1924 wurde der Gemeindename in Zaliny abgeändert. Im Jahre 1930 lebten in den 33 Häusern von Zaliny 176 Personen.  Nach dem Münchner Abkommen verblieb Zaliny / Salin im Oktober 1938 bei der Tschechoslowakei; zwischen 1939 und 1945 gehörte das Dorf zum Protektorat Böhmen und Mähren. 1943 erfolgte die Zwangseingemeindung nach Zvíkov. Nach dem Ende des Zweiten Weltkrieges kam Zaliny zur wiedererrichteten Tschechoslowakei zurück, zudem wurden die Verwaltungsstrukturen von 1938 wieder hergestellt. 1949 wurde die Gemeinde Teil des neu gebildeten Okres České Budějovice-okolí. 1950 bestand Zaliny aus 37 Häusern und hatte 136 Einwohner. Im Zuge der Gebietsreform von 1960 wurde Zaliny dem Okres České Budějovice zugeordnet und Kaliště eingemeindet. Im Jahre 1970 lebten in den 31 Häusern von Zaliny 121 Personen. Die Gemeinde Kaliště wurde zum 1. Juli 1985 aufgehoben; Zaliny kam es Ortsteil zu Ledenice. 1991 lebten in den 38 Häusern von Zaliny 90 Personen. Beim Zensus von 2011 hatte Zaliny 92 Einwohner und bestand aus 42 Wohnhäusern.

## Ortsgliederung
Der Ortsteil Zaliny bildet einen Katastralbezirk.

## Sehenswürdigkeiten
- neogotische Kapelle des hl. Wenzel, auf dem Dorfplatz, errichtet 1928–1929 anstelle eines älteren Vorgängerbaus. Sie ist ein Nachbau der Kapelle in Horní Miletín. Im Jahre 2015 wurde an der Kapelle eine Gedenktafel für die im Ersten Weltkrieg gefallenen Einwohner angebracht.
- Gehöfte Nr. 20 und 25 am Dorfplatz, im südböhmischen Bauernbarockstil
- Bienenhaus, beim Gehöft Nr. 21
- historischer Grenzstein
- Gedenkstein für Jan Farka (gefallen 1916 an der Südfront) an der Straße nach Zvíkov
- Gedenkstein für Josef Štěrba (gefallen 1915 in Ungarn) an der Straße nach Ledenice
- Naturdenkmal Kaliště, westlich des Dorfes am Kališťský rybník